# USS Reprisal (CV-35)
«Ріпрайзл» (англ. USS Reprisal (CV-35)) — важкий ударний авіаносець США періоду Другої світової війни типу «Ессекс», довгопалубний підтип.

## Історія створення
Авіаносець «Ріпрайзл» був закладений 1 липня 1944 року на корабельні флоту у Нью-Йорку.
12 серпня 1945 року, у зв'язку із наближенням бойових дій до завершення та наявністю достатньої кількості авіаносців, було прийняте рішення про припинення будівництва корабля. Стан готовності корабля на момент припинення робіт становив трохи більше 50 %. 
Наступного року корпус авіаносця був спущений на воду, щоб очистити стапель.
Протягом 1946-1948 років авіаносець використовувався для оцінки пошкоджень кораблів від підводних вибухів.
Існували плани добудови корабля як ударного авіаносця, проте 2 серпня 1949 року корабель був проданий на злам.

## У популярній культурі
Попри те, що «Ріпрайзл» так і не був добудований, його показали як існуючий в американському серіалі «Військово-юридична служба» (англ. JAG, Judge Advocate General). Його роль зіграв «Форрестол».